# کلمبیا سیکادا
سیکادا (که قبلاً به عنوان Cider شناخته می‌شد) یک لایه سازگاری است که هدف آن اجرای برنامه‌های طراحی شده برای iOS در اندروید است که بدون تغییر در سیستم عامل اندروید اجرا شوند. این روش از تطبیق زمان کامپایل برای اجرای کد اصلاح نشده با حداقل تغییر پیاده‌سازی استفاده می‌کند.
این پروژه در یک مقاله کنفرانسی توسط محققان علوم کامپیوتر در دانشگاه کلمبیا معرفی شد. این پروژه برنامه‌های iOS را قادر می‌سازد تا با هسته اندروید و کتابخانه‌های برنامه‌نویسی آن سازگار شوند.
ویدئویی که از این برنامه منتشر شده نشان می‌دهد که بسیاری از برنامه‌ها از جمله نسخه iOS Yelp، نرم‌افزار iBooks اپل و بنچمارک‌های سه بعدی با استفاده از OpenGL کار می‌کنند. در هنگام انتشار مقاله این برنامه، پشتیبانی سخت‌افزاری GPS به نرم‌افزار اضافه شد.
برخلاف بسیاری از لایه‌های سازگاری دیگر (مانند WINE یا Darling), Cycada در سطح هسته کار می‌کند، برخلاف فضای کاربری.
Cycada یک فایل APK ساده نیست و کل هسته لینوکس را تغییر می‌دهد.
معلوم نیست این پروژه منتشر خواهد شد یا خیر.
نام اصلی «سیدر» به احتمال زیاد یک اشاره به واین دارد که یک لایه سازگاری دیگری است که از روی یک نوشیدنی الکلی نامگذاری شده‌است.
از زمانی که توسعه‌دهنده اصلی جرمی اندروس برای کار در هسته ایکی‌ان‌یو در اپل رفت، این پروژه توسط جیسون نیه رهبری می‌شود. کار بر روی این پروژه همچنان به دنبال موضوع مربوط به گرافیک در سال ۲۰۱۷ ادامه یافته‌است

## یادداشت
۱.^ شراب سیب یک نوشیدنی الکلی است که از سیب تهیه می‌شود.